# Une maison soufflée aux vents

Une maison soufflée aux vents est un ouvrage en deux volumes d’Émile Danoën qui obtint le Prix du roman populiste en 1951 pour le premier volume.
L’intrigue d’Une maison soufflée aux vents se situe avant et pendant la Seconde Guerre mondiale, en France.
Comme il l’écrit en guise de préface, Émile Danoën essaye « d’évoquer dans ce livre […] un quartier populaire détruit par les bombardements.
Il s’agit d’un quartier du Havre, et qui était pourtant un morceau de Bretagne : le quartier Saint-François.
[…] j’ai choisi Saint-François parce que je suis un enfant de Saint-François. Parce que je le connaissais mieux que tout autre quartier de France et du monde. Parce que je l’aimais. […] 
Il fallait qu’il disparût. Il commençait à être grand temps qu’on le démolît pour faire du neuf. Comment ne pas le reconnaître : il tournait au taudis collectif. Et je ne chercherai pas […] à l’embellir ni à dissimuler ses tares.
Je hais le pittoresque qui s’attaque aux poumons. 
[…]
N’empêche que nous aurions préféré, nous, ses gosses, […] que l’on s’y prît autrement qu’à coup de bombes pour le curer et l’assainir. »
Le 11 mai 1935, à six heures du soir, les habitants du Havre s’enthousiasment de l’arrivée dans leur port du plus beau paquebot du monde dont le baptême a provoqué « des conflits de grammaire [qui] divisaient les autorités littéraires et linguistiques de la France [...] : devait-on dire Le Normandie, La Normandie ou simplement Normandie ? ». 
Parmi eux, les occupants de la maison du titre, avant que des vents mauvais ne la fasse disparaître : Adèle Vittel qui a quitté sa Bretagne natale dans le début des années 1900, pour venir s’installer, parmi nombre de ses compatriotes, dans le quartier Saint-François comme tenancière d’une crêperie qui fait aussi office de pension de marins ; ses trois enfants aux destins si différents, tragique pour l’un qui voit sa femme et son bébé assassiné par son propre frère et s’engage dans la guerre d'Espagne plus par désespoir que par conviction ; sordide pour le frère joueur et criminel ; laborieuse pour Marie qui aide sa mère dans des tâches ingrates, forme un couple querelleur avec un marin qui deviendra infirme et élève leurs deux enfants Jeannot et Lucette. 
Jamais bien loin de Jeannot il y a aussi la cousine Lydie élevée par une sœur d’Adèle à quelques rues de la maison de cette dernière.
C’est le plus souvent à la suite de Jeannot et de Lydie que le lecteur pénètre au cœur de cette enclave bretonne en Normandie, territoire de guerre des gamins, qui va connaître la guerre des adultes et voir s’éparpiller gens et murs sous les bombes, en 1940.
La deuxième partie d’ Une maison soufflée aux vents s’intitule Idylle dans un quartier muré.
On y retrouve Jeannot et Lydie qui se cachent dans les ruines du quartier Saint-François – dont les occupants allemands ont bouché les issues et fait évacuer la population – après qu’ils ont aidé un parachutiste anglais à retourner dans son pays. 
Puis Jeannot arrive à rejoindre la Résistance tandis que Lydie est emmenée dans un camp de concentration… 
Mais ils reviendront dans le quartier de leur enfance où « Jeannot avait fait des pieds et des mains pour rouvrir à son compte l’ancienne crêperie de sa grand-mère […] Il y était parvenu […] bien qu’on lui eût répondu plus d’une fois que des tâches plus importantes que d’ouvrir une crêperie attendaient. À chacun sa tâche. Jean Le Berre ne se sentait pas fait pour une destinée exceptionnelle. Et il est bon que dans ce monde qui brasse les vertus les plus authentiques et les aspirations les plus exaltantes pêle-mêle avec le crime, l’horreur et l’inconscience, quelques braves gens sans prétentions se soucient de servir aux passants, consciencieusement, des crêpes au beurre bien honnêtes et des fritures de maquereaux bien frais. »
(Une maison soufflée aux vents est dédié à Léna, fille de Théodore Botrel, qui fut l’épouse d’Émile Danoën.)